# Ołogoszcz Wielka
Ołogoszcz Wielka – jezioro na Pojezierzu Dobiegniewskim, położone w województwie lubuskim, w powiecie strzelecko-drezdeneckim, w gminie Dobiegniew.

## Położenie i opis
Jezioro położone jest w północno-wschodniej części powiatu strzelecko-drezdeneckiego, na Pojezierzu Dobiegniewskim. W pobliżu wschodniego brzegu jeziora znajduje się wieś Wołogoszcz. Kilkaset metrów na północ od akwenu położone jest dużo większe jezioro Słowie, a w podobnej odległości, ale na południe jezioro Ołogoszcz Mała.
Według Mapy Podziału Hydrograficznego Polski leży na terenie zlewni ósmego poziomu Dopływ z jez. Wołogoszcz Duża od jez. Włogoszcz Duża do ujścia. Identyfikator MPHP to 18888969.

## Hydronimia
Jezioro pojawia się w źródłach w 1936 roku jako Gross Mühlen-See, a następnie Gr. Mühlen See — Ołogoszcz Wielka (1949), J. Wołogoszcz Średni (1977), Jezioro Ołogoszcz Wielka J. Wołogoszcz Średnia (2002), Wołogoszcz Średnia (2006). Państwowy rejestr nazw geograficznych jako nazwę urzędową akwenu podaje Ołogoszcz Wielka, wymieniając nazwy oboczne Wołogoszcz Średni i Wołogoszcz Średnia.

## Morfometria
Według danych Instytutu Rybactwa Śródlądowego powierzchnia zwierciadła wody jeziora wynosi 18,1 ha. A. Choiński, poprzez planimetrowanie na mapach 1:50 000, określił wielkość jeziora na 16 ha. 
Średnia głębokość zbiornika wodnego to 4,4 m, a maksymalna to 9,6 m. Objętość jeziora wynosi 805,3 tys. m³. Maksymalna długość jeziora to 1320 m, a szerokość 220 m. Długość linii brzegowej wynosi 2950 m.
Według Atlasu jezior Polski (red. J. Jańczak, 1996) lustro wody znajduje się na wysokości 52,3 m n.p.m., natomiast według numerycznego modelu terenu udostępnionego przez Geoportal 52,4 m n.p.m.

## Zagospodarowanie
Administratorem wód jeziora jest Regionalny Zarząd Gospodarki Wodnej w Bydgoszczy. Utworzył on obwód rybacki, który obejmuje wody jezior Słowie oraz Ołogoszcz Wielka (Obwód rybacki jeziora Wołogoszcz Duży na cieku bez nazwy w zlewni cieku Mierzęcka Struga – nr 1). Gospodarkę rybacką prowadzi na jeziorze Polski Związek Wędkarski Okręg w Gorzowie Wielkopolskim. W waloryzacji atrakcyjności rekreacyjnej dla celów kąpieliskowych oraz dla celów sportów wodnych i żeglarstwa jezioro ocenione zostało jako niekorzystne.

## Ochrona środowiska
Jezioro znajduje się na obszarze chronionym w ramach programu Natura 2000 o nazwie Lasy Puszczy nad Drawą oraz na obszarze chronionego krajobrazu Puszcza Drawska.